# Bachelor Mother (film 1932)
Bachelor Mother è un film statunitense del 1932 diretto da Charles Hutchinson.

## Trama
Joe Bigelow, giovane e ricco orfano di padre si mette nei guai e il suo avvocato, con un suo programma, lo fa uscire per conto di una madre che lui non conosce, nella speranza del cambiamento della sua vita.